# 백자 유개항아리
백자 유개항아리(白磁 有蓋壺)는 서울특별시 용산구 한남동, 삼성미술관 리움에 있는 조선시대의 백자이다. 1991년 1월 25일 대한민국의 국보 제261호로 지정되었다.

## 개요
조선시대 만들어진 백자 항아리로 큰 항아리와 작은 항아리 두개가 있다.
큰 항아리는 총 높이 34.0cm, 높이 27.2cm, 아가리 지름 10.1cm, 밑 지름 13.7cm이며, 작은 항아리는 총 높이 12.5cm, 높이 9.5cm, 아가리 지름 4.2cm, 밑 지름 5.7cm이다.
아가리 언저리는 밖으로 말아 붙였으며, 아가리 부분에서 서서히 벌어져 어깨부위에서 팽배되었다가, 풍만하고 여유있는 곡선을 그리며 서서히 줄어들며 바닥면에 이른다. 뚜껑의 윗면 중앙에는 연꽃봉오리형 꼭지가 있어 손잡이가 되며, 그 주위로 낮은 층단이 있다. 유약은 엷은 청색을 머금고 있으면서 내·외면에 고르게 씌워졌으며, 태토와 어우러진 표면의 색조는 유백색에 가깝다.
아가리의 형태적 특징과 바탕 흙, 유약, 표면의 색조, 구워낸 방법들로 미루어 조선 초 경기도 광주에 있는 국가가 경영하는 가마에서 만들어진 것으로 보인다.
이 백자 항아리는 조선 전기의 격조와 유연성을 가지고 있는 뛰어난 품격의 작품이다.

## 참고 자료
- 백자 유개항아리 - 국가유산청 국가유산포털